# تيم كلارك (كاتب)
تيم كلارك (بالإنجليزية: Tim Clark)‏ هو كاتب أمريكي، ولد في 31 ديسمبر 1968.